# Sárvár
Sárvár là một thành phố thuộc hạt Vas, Hungary. Thành phố này có diện tích 64,65 km², dân số năm 2010 là 14906 người, mật độ 231 người/km².